# Свинарь, Афанасий Игнатьевич
Афанасий Игнатьевич Свинарь (1916—1979) — младший лейтенант Советской Армии, участник Великой Отечественной войны, Герой Советского Союза (1943).

## Биография
Афанасий Свинарь родился 16 апреля 1916 года в селе Иванов (ныне — Калиновский район Винницкой области Украины). После окончания начальной школы работал на железной дороге. В 1939 году Свинарь был призван на службу в Рабоче-крестьянскую Красную Армию. С октября 1942 года — на фронтах Великой Отечественной войны.
К октябрю 1943 года гвардии младший сержант Афанасий Свинарь был наводчиком орудия 5-го гвардейского артиллерийского полка 10-й гвардейской воздушно-десантной дивизии 37-й армии Степного фронта. Отличился во время битвы за Днепр. В ночь с 30 сентября на 1 октября 1943 года расчёт Свинаря в числе первых переправился через Днепр в районе села Переволочна (ныне — Светлогорское Кобелякского района Полтавской области Украины) и принял активное участие в боях за захват и удержание плацдарма на его западном берегу, уничтожив 10 вражеских танков. 14 октября 1943 года во время боёв у села Анновка Верхнеднепровского района Днепропетровской области Украинской ССР он уничтожил 6 танков противника, а когда орудие вышло из строя, продолжал отстреливаться из стрелкового оружия.
Указом Президиума Верховного Совета СССР от 20 декабря 1943 года гвардии младший сержант Афанасий Свинарь был удостоен высокого звания Героя Советского Союза с вручением ордена Ленина и медали «Золотая Звезда».
В 1945 году Свинарь окончил курсы младших лейтенантов. В 1946 году он был уволен в запас. Проживал и работал на родине. Скончался 9 июля 1979 года.
Был также награждён рядом медалей.